# Beffroi de Baulmes
Le beffroi communal de Baulmes est un beffroi, situé dans la commune vaudoise de Baulmes, en Suisse. Il est inscrit comme bien culturel suisse d'importance nationale.

## Histoire
La tour de l'Horloge, nom local du beffroi, a été construit en 1750 sur l'ordre des autorités bernoises. Il a tout d'abord été utilisé comme prison, avant d'abriter les archives communales.
La plus ancienne cloche date de 1865 et a remplacé une autre sonnerie qui, elle, fut coulée en 1749 dans le canton de Neuchâtel.